# Acanthocope carinata
Acanthocope carinata är en kräftdjursart som beskrevs av Chardy 1972. Acanthocope carinata ingår i släktet Acanthocope och familjen Munnopsidae. Inga underarter finns listade i Catalogue of Life.